# Popillia kiwuana
Popillia kiwuana är en skalbaggsart som beskrevs av Hermann Julius Kolbe 1910. Popillia kiwuana ingår i släktet Popillia och familjen Rutelidae. Inga underarter finns listade i Catalogue of Life.